# Rovasenjärvi (sjö i Finland)
Rovasenjärvi är en sjö i Finland. Den ligger i kommunen Kittilä i landskapet Lappland, i den norra delen av landet, 800 km norr om huvudstaden Helsingfors. Rovasenjärvi ligger 246,1 meter över havet. Arean är 5 hektar och strandlinjen är 1,11 kilometer lång. Sjön  ingår i Kemi älvs huvudavrinningsområde. 